# Katedrala u Poznanju
Katedrala u Poznanju punim imenom arhikatedralna bazilika sv. Petra i Pavla (polj.: Bazylika archikatedralna Świętych Apostołów Piotra i Pawła) nalazi se u poljskom gradu Poznanju. To je jedan od najstarijih crkvi i katedrala u Poljskoj. Izgrađena je tijekom 10. stoljeća i posvećena je sv. Petru i Pavlu.
Kroz svoju povijest bila je nekoliko puta obnavljana i spaljena. Tako je, prvi put obnovljena u romaničkom stilu. Tijekom 14. i 15. stoljeća obnovljena je u stilu gotičke arhitekture. Nakon požara 1622., obnovljena je u baroknom stilu. A nakon još jednog požara 1772., obnovljena je ovaj put u neoklasicističkom stilu. 
Do 1821., bila je posvećena samo sv. Petru, a od tada i sv. Pavlu, pod pokroviteljstvom pape Pija VII.
U vrijeme Drugog svjetskog rata ponovno je spaljena tijekom oslobođenja grada od nacista. Godine 1956. obnovljena je u baroknom stilu, koji je zadržala do danas.
U ovoj katedrali nalaze se grobnice mnogih starih poljskih vladara, uključujući i prvog poljskog vladara Mješka I.

## Galerija
- Grobnica Mješka I.
- Istočna strana
- Kupola zlatne kapele